# 山田節男
山田 節男（やまだ せつお、1898年12月26日 - 1975年1月8日）は、日本の政治家。広島市長（公選第6、7代）、参議院議員（3期）。

## 来歴
広島県賀茂郡高屋町（現東広島市）出身。修道中学校、第六高等学校を経て東京帝国大学経済学部を1923年卒業し、1930年オックスフォード大学に留学、同大学政経学部卒。1931年から1年か2月、ジュネーブ国際労働機構（ILO）調査官、帰国後は東京市社会局第一方面事務所長、陸軍司政官などを歴任。第二次世界大戦中は北ボルネオ（現:東マレーシア）での軍政に関与しクチン州の総務部長を務めた。その関係もあって戦後は、同地で起こった連合国軍捕虜虐待及び殺害事件のC級戦争犯罪裁判の弁護人を務め、帰国後の1946年には社会思想研究会に参加。このことから日本社会党、殊に社会党右派、更には民主社会党に至る流れとの繋がりが出来る。
1947年第1回参議院選挙に広島地方区から日本社会党公認で当選、3期務める。国会時代は世界連邦運動推進団体である世界連邦日本国会委員会第3代事務総長を歴任。社会党を離党して民主社会党に加わった後の1965年参院選で落選するが、1967年に浜井信三の後継として社会、民社両党の推薦で広島市長に当選。
市長在任中は核兵器廃絶と核実験の即時全面禁止を訴え続けた。広島市長が核保有国の核実験に抗議する電報を打ったのは山田のときで、1968年9月にフランスが相次ぎ水爆実験を強行したことに対し、当時のフランス大統領シャルル・ド・ゴールに対し「貴国の実験は国際的核競争をあおり、その結果は人類の全面的破滅をもたらす」と打電した。以後、核実験に対する抗議電を出すのが慣例になった。それまでの核兵器の「禁止」「廃棄」などに代わる訴えとして「廃絶」という表現を初めて登場させ、片仮名による「ヒロシマ」表記をさせた。1968年、被爆者に対する特別措置法が成立した。
1969年春の叙勲で勲二等旭日重光章受章。
1970年に、原爆死没者慰霊碑の碑文をめぐり「原爆慰霊碑を正す会」と「碑文を守る会」の論争が巻き起こったが、山田は「再びヒロシマを繰返すなという悲願は人類のものである。主語は『世界人類』であり、碑文は人類全体に対する警告・戒めである」という見解を示し、碑文の意図する内容は日本人の謝罪ではなく特定の国の枠を超えて、全ての人間が再び核戦争をしないことを誓うためのものであるとするのが公式見解となった。
広島市とヴォルゴグラード市との姉妹縁組、原爆養護ホーム開設、広島市立中央図書館、広島市安佐動物公園、広島バスセンター建設の他、都市基盤整備のために西部開発臨海埋立事業や基町再開発事業（市営基町高層アパート・広島市中央公園）や段原地区再開発事業、安佐郡など、周辺広域合併を推進して、政令指定都市へ基礎を作った。
1974年に市役所で執務中に倒れた。すでに肺癌が腰周辺に転移しており手遅れであった。1975年1月8日に死去、76歳。死没日をもって従五位から正四位に叙され、銀杯一組を賜った。

## エピソード
- 1971年9月、レッド・ツェッペリンチャリティーコンサートを広島で行い、メンバーが広島市役所を訪問、当時の金額にして約700万円の売上金を目録にして山田に手渡した[6]。若いときにオックスフォード大学に留学した経験のある山田は英語が流暢で、通訳なしでメンバーと喋るので、周りにいる人はみんな何を話しているかさっぱり分からなかったが、ツェッペリンのメンバーよりキレイな英語で喋ったと言う[7]。
- 「ケースワーク」「ヘルスセンター」という用語を日本へ紹介したといわれる。